# Csapat északi összetett a 2018. évi téli olimpiai játékokon
A 2018. évi téli olimpiai játékokon az északi összetett csapatversenyét február 22-én rendezték. Az aranyérmet a német csapat nyerte. Magyar csapat nem vett részt a versenyszámban.

## Eseménynaptár
Az időpontok helyi idő szerint (UTC+9), zárójelben magyar idő szerint (UTC+1) olvashatóak.
| Forduló | Időpont                    |
| ------- | -------------------------- |
| Síugrás | február 22., 16:30 (8:30)  |
| Sífutás | február 22., 19:20 (11:20) |

## Eredmények

### Síugrás, nagysánc
| Hely. | R                      | Nemzet                                                                                        | Táv.                    | Pont                          | Időhátrány |
| ----- | ---------------------- | --------------------------------------------------------------------------------------------- | ----------------------- | ----------------------------- | ---------- |
| 1.    | 7 7–1 7–2 7–3 7–4      | Ausztria (AUT) · Mario Seidl · Bernhard Gruber · Lukas Klapfer · Wilhelm Denifl               | 131,0 136,0 131,0 138,5 | 469,5 112,6 117,9 114,6 124,4 | –          |
| 2.    | 9 9–1 9–2 9–3 9–4      | Németország (GER) · Eric Frenzel · Vinzenz Geiger · Fabian Rießle · Johannes Rydzek           | 137,0 129,5 127,5 138,0 | 464,7 123,6 102,6 109,2 129,3 | +0:06      |
| 3.    | 8 8–1 8–2 8–3 8–4      | Japán (JPN) · Hideaki Nagai · Go Yamamoto · Yoshito Watabe · Akito Watabe                     | 127,0 132,5 128,0 137,5 | 455,3 106,8 111,3 110,9 126,3 | +0:19      |
| 4.    | 10 10–1 10–2 10–3 10–4 | Norvégia (NOR) · Jørgen Graabak · Jarl Magnus Riiber · Espen Andersen · Jan Schmid            | 133,5 128,5 132,0       | 449,2 114,4 117,9 105,0 111,9 | +0:27      |
| 5.    | 5 5–1 5–2 5–3 5–4      | Franciaország (FRA) · François Braud · Jason Lamy-Chappuis · Antoine Gérard · Maxime Laheurte | 129,5 127,5 127,0 133,0 | 417,9 127,0 92,2 97,6 116,4   | +1:09      |
| 6.    | 3 3–1 3–2 3–3 3–4      | Csehország (CZE) · Ondřej Pažout · Miroslav Dvořák · Lukáš Daněk · Tomáš Portyk               | 123,0 120,5 119,5 131,0 | 382,2 100,1 88,0 81,5 112,6   | +1:56      |
| 7.    | 6 6–1 6–2 6–3 6–4      | Finnország (FIN) · Ilkka Herola · Leevi Mutru · Hannu Manninen · Eero Hirvonen                | 133,0 108,0 116,0 133,5 | 381,3 116,6 61,3 82,4 121,0   | +1:58      |
| 8.    | 1 1–1 1–2 1–3 1–4      | Lengyelország (POL) · Wojciech Marusarz · Paweł Słowiok · Adam Cieślar · Szczepan Kupczak     | 114,0 107,0 121,5 130,0 | 337,2 72,8 67,9 85,6 110,9    | +2:56      |
| 9.    | 2 2–1 2–2 2–3 2–4      | Egyesült Államok (USA) · Ben Loomis · Ben Berend · Taylor Fletcher · Bryan Fletcher           | 111,5 120,0 100,0 129,5 | 324,8 78,2 87,5 52,9 106,2    | +3:13      |
| 10.   | 4 4–1 4–2 4–3 4–4      | Olaszország (ITA) · Aaron Kostner · Lukas Runggaldier · Alessandro Pittin · Raffaele Buzzi    | 106,5 105,5 112,5 123,0 | 291,8 69,4 56,9 77,0 88,5     | +3:57      |

### Sífutás, 4 × 5 km
| Helyezés | R                      | Nemzet                                                                                        | Időh. | Sífutás idő                             | Sífutás hely. | Összesítés | Hátrány |
| -------- | ---------------------- | --------------------------------------------------------------------------------------------- | ----- | --------------------------------------- | ------------- | ---------- | ------- |
| Arany    | 2 2–1 2–2 2–3 2–4      | Németország (GER) · Vinzenz Geiger · Fabian Rießle · Eric Frenzel · Johannes Rydzek           | 0:06  | 46:03,8 11:33,8 11:24,1 11:05,4 12:00,5 | 1.            | 46:09,8    | —       |
| Ezüst    | 4 4–1 4–2 4–3 4–4      | Norvégia (NOR) · Jan Schmid · Espen Andersen · Jarl Magnus Riiber · Jørgen Graabak            | 0:27  | 46:35,5 11:24,9 11:55,5 11:28,2 11:46,9 | 2.            | 47:02,5    | +52,7   |
| Bronz    | 1 1–1 1–2 1–3 1–4      | Ausztria (AUT) · Wilhelm Denifl · Lukas Klapfer · Bernhard Gruber · Mario Seidl               | 0:00  | 47:17,6 11:52,2 11:53,8 11:23,6 12:08,0 | 5.            | 47:17,6    | +1:07,8 |
| 4.       | 3 3–1 3–2 3–3 3–4      | Japán (JPN) · Yoshito Watabe · Hideaki Nagai · Go Yamamoto · Akito Watabe                     | 0:19  | 47:59,6 11:43,5 11:49,7 12:22,1 12:04,3 | 7.            | 48:18,6    | +2:08,8 |
| 5.       | 5 5–1 5–2 5–3 5–4      | Franciaország (FRA) · Antoine Gérard · François Braud · Maxime Laheurte · Jason Lamy-Chappuis | 1:09  | 47:28,0 11:39,8 11:47,2 12:00,8 12:00,2 | 6.            | 48:37,0    | +2:27,2 |
| 6.       | 7 7–1 7–2 7–3 7–4      | Finnország (FIN) · Leevi Mutru · Ilkka Herola · Eero Hirvonen · Hannu Manninen                | 1:58  | 46:42,5 11:41,0 11:26,5 11:26,7 12:08,3 | 3.            | 48:40,5    | +2:30,7 |
| 7.       | 6 6–1 6–2 6–3 6–4      | Csehország (CZE) · Tomáš Portyk · Ondřej Pažout · Lukáš Daněk · Miroslav Dvořák               | 1:56  | 48:11,1 11:41,5 12:09,3 12:08,1 12:12,2 | 8.            | 50:07,1    | +3:57,3 |
| 8.       | 10 10–1 10–2 10–3 10–4 | Olaszország (ITA) · Lukas Runggaldier · Aaron Kostner · Raffaele Buzzi · Alessandro Pittin    | 3:57  | 47:17,1 11:45,2 12:06,3 11:37,5 11:48,1 | 4.            | 51:14,1    | +5:04,3 |
| 9.       | 8 8–1 8–2 8–3 8–4      | Lengyelország (POL) · Paweł Słowiok · Wojciech Marusarz · Szczepan Kupczak · Adam Cieślar     | 2:56  | 48:28,8 11:44,3 12:20,8 12:22,9 12:00,8 | 10.           | 51:24,8    | +5:15,0 |
| 10.      | 9 9–1 9–2 9–3 9–4      | Egyesült Államok (USA) · Taylor Fletcher · Ben Berend · Ben Loomis · Bryan Fletcher           | 3:13  | 48:13,5 11:38,7 12:42,3 11:51,3 12:01,2 | 9.            | 51:26,5    | +5:16,7 |